# سوزان كراولي
سوزان كراولي (بالإنجليزية: Suzan Crowley)‏ هي ممثلة أمريكية، ولدت في 1953 في المملكة المتحدة.

## وصلات خارجية
- سوزان كراولي على موقع IMDb (الإنجليزية)
- سوزان كراولي على موقع ألو سيني (الفرنسية)
- سوزان كراولي على موقع أول موفي (الإنجليزية)
- سوزان كراولي على موقع قاعدة بيانات الأفلام السويدية (السويدية)
- سوزان كراولي على موقع قاعدة بيانات الفيلم (الإنجليزية)
- سوزان كراولي على موقع كينوبويسك (الروسية)